# Сигель, Арианна
Арианна Сигель (итал. Arianna Sighel; род. 2 сентября 1996, Тренто, провинция Тренто, область Трентино-Альто-Адидже) — итальянская конькобежка, специализирующаяся в шорт-треке. Бронзовая призёр чемпионата мира 2021 года, чемпионка Европы 2025 года в эстафете, трёхкратная призёр чемпионата Европы.

## Биография
Арианна Сигель начала кататься на коньках в возрасте 3-х лет в коммуне Базельга-ди-Пине на замёрзшем озере под руководством её отца Роберто Сигеля, участника пяти Олимпийских игр с 1988 по 2002 года. Её брат Пьетро Сигель также участвует за национальную сборную на международном уровне. Арианна первоначально занималась фигурным катанием, но в начале двухтысячных переключилась на конькобежный спорт. Начиная с 7-ми лет выступала на различных соревнованиях. Первый успех среди юниоров пришёл в 2010 году, когда стала 2-й на чемпионате Италии по спринту и в классическом многоборье, уже на следующий год выиграла национальный юниорский чемпионат в многоборье и до 2015 года постоянно была на юниорском подиуме. А в 2016 году выступила на Итальянском чемпионате в масс-старте среди юниоров, где была третьей и на взрослом заняла 8-е место.
Параллельно Арианна выступала на соревнованиях по шорт-треку, и её результаты были не хуже. В 2011 году заняла третье место на юношеском Кубке Европы, а следом в 2012 участвовала на зимних юношеских Олимпийских играх и заняла на 500 м — 16 место, на 1000 м — 5-е место. В 2014 году на чемпионате Италии среди юниоров выиграла бронзу, а через год заработала золото, тогда же выступила на юниорском чемпионате мира и заняла в многоборье 20-е место. В 2016 году заняла третье место на чемпионате Италии и выиграла финал кубка Европы (в 2017 повторно). С 2019 года Арианна в составе национальной сборной участвовала на чемпионате Европы в Дордрехте и в общем индивидуальном зачёте заняла 11-е место, в марте на чемпионате мира в Софии в эстафетной команде заняла 8-е место. В начале 2020 года выиграла серебряную медаль в эстафете на чемпионате Европы в Дебрецене, а в следующем году на европейском чемпионате в Гданьске стала бронзовым призёром эстафеты. Весной на чемпионате мира в Дордрехте выиграла бронзу в эстафете с Арианной Фонтаной, Синтией Машитто, Мартиной Вальчепиной и Арианной Вальчепиной.